# Brentford F.C. mùa giải 2012–13
Trong mùa giải 2012-13, Brentford thi đấu ở Football League One. Với một trong những mùa giải đáng nhớ nhất của câu lạc bộ, the Bees đánh bại gã khổng lồ Premier League Chelsea trong trận đá lại vòng Bốn Cúp FA và trải qua thất bại phút cuối cùng trước Doncaster Rovers trong vòng đấu cuối của giải quốc nội trong trận đấu "chiến thắng giành tất cả" tranh suất thăng hạng trực tiếp Championship. Đội bóng đánh bại Swindon Town ở bán kết play-off, nhưng bị Yeovil Town đánh bại trong trận chung kết trên Sân vận động Wembley.

## Kết quả

### Trước mùa giải
| 11 tháng 7 năm 2012 | Hampton & Richmond Borough                  | 0-5    | Brentford | Sân vận động Beveree |  |
| 15:00               | Mawson · Dallas · Schoop · Weston · Redwood | Report |           | Lượng khán giả: 929  |  |

| 18 tháng 7 năm 2012 | Hayes & Yeading United | 1-4    | Brentford                       | Beaconsfield Road |  |
|                     | Wishart                | Report | Douglas · Forrester · Donaldson |                   |  |

| 21 tháng 7 năm 2012 | ZFC Meuselwitz | 1-1    | Brentford | bluechip-Arena |  |
|                     | Weis           | Report | Reeves    |                |  |

| 24 tháng 7 năm 2012 | FC Erzgebirge Aue | 1-1    | Brentford    | Stadion am Wasserturm |  |
|                     | Savran            | Report | Weston pen.' |                       |  |

| 27 tháng 7 năm 2012 | 1. FC Lokomotive Leipzig | 1-2    | Brentford | Bruno-Plache-Stadion |  |
|                     | Stratmann                | Report | El Alagui |                      |  |

| 4 tháng 8 năm 2012 | Basingstoke Town | 1-5    | Brentford                               | The Camrose |  |
|                    | Daly pen'        | Report | Douglas · Craig · Donaldson · El Alagui |             |  |

| 7 tháng 8 năm 2012 | Wycombe Wanderers | 1-4    | Brentford                                   | Adams Park          |  |
|                    | Dean o.g.'        | Report | Donaldson · Basey o.g.' · Dallas · O'Connor | Lượng khán giả: 915 |  |

### League One

#### Kết quả từng vòng đấu
| Vòng     | 1  | 2  | 3 | 4  | 5 | 6 | 7  | 8 | 9  | 10 | 11 | 12 | 13 | 14 | 15 | 16 | 17 | 18 | 19 | 20 | 21 | 22 | 23 | 24 | 25 | 26 | 27 | 28 | 29 | 30 | 31 | 32 | 33 | 34 | 35 | 36 | 37 | 38 | 39 | 40 | 41 | 42 | 43 | 44 | 45 | 46 |
| -------- | -- | -- | - | -- | - | - | -- | - | -- | -- | -- | -- | -- | -- | -- | -- | -- | -- | -- | -- | -- | -- | -- | -- | -- | -- | -- | -- | -- | -- | -- | -- | -- | -- | -- | -- | -- | -- | -- | -- | -- | -- | -- | -- | -- | -- |
| Sân      | A  | H  | H | A  | H | A | A  | H | A  | H  | H  | A  | A  | H  | H  | A  | H  | A  | A  | H  | H  | A  | A  | HA | H  | A  | H  | H  | A  | H  | H  | H  | A  | H  | A  | A  | H  | H  | H  | A  | A  | A  | H  | A  | A  | H  |
| Kết quả  | D  | L  | W | D  | W | L | D  | W | D  | D  | W  | D  | L  | W  | D  | W  | W  | D  | W  | W  | W  | W  | W  | D  | D  | W  | L  | D  | L  | D  | W  | D  | W  | W  | L  | L  | W  | W  | W  | L  | D  | W  | W  | D  | D  | L  |
| Thứ hạng | 13 | 18 | 9 | 11 | 6 | 8 | 12 | 9 | 11 | 11 | 9  | 8  | 10 | 9  | 11 | 8  | 8  | 9  | 7  | 5  | 4  | 2  | 3  | 4  | 4  | 3  | 4  | 3  | 6  | 7  | 6  | 7  | 5  | 4  | 5  | 6  | 3  | 2  | 3  | 3  | 4  | 3  | 3  | 3  | 3  | 3  |

#### Tóm tắt kết quả
| Tổng thể | Tổng thể | Tổng thể | Tổng thể | Tổng thể | Tổng thể | Tổng thể | Tổng thể | Sân nhà | Sân nhà | Sân nhà | Sân nhà | Sân nhà | Sân nhà | Sân khách | Sân khách | Sân khách | Sân khách | Sân khách | Sân khách |
| ST       | T        | H        | B        | BT       | BB       | HS       | Đ        | T       | H       | B       | BT      | BB      | HS      | T         | H         | B         | BT        | BB        | HS        |
| -------- | -------- | -------- | -------- | -------- | -------- | -------- | -------- | ------- | ------- | ------- | ------- | ------- | ------- | --------- | --------- | --------- | --------- | --------- | --------- |
| 46       | 21       | 16       | 9        | 62       | 47       | +15      | 79       | 14      | 6       | 3       | 37      | 22      | +15     | 7         | 10        | 6         | 25        | 25        | 0         |

Nguồn: Statto

#### Kết quả

##### Tháng Tám
| 18 tháng 8 năm 2012 1 | Bury         | 0-0    | Brentford | Gigg Lane                               |  |
| 15:00                 | Lockwood 54' | Report |           | Lượng khán giả: 2659 Trọng tài: Boyeson |  |

| 21 tháng 8 năm 2012 2 | Brentford     | 1-3    | Yeovil Town                                                               | Griffin Park                          |  |
| 19:45                 | Donaldson 55' | Report | Hayter 23', 80' · Hinds 49' · Webster 53' · Ayling 74' · Craig 84' (l.n.) | Lượng khán giả: 5269 Trọng tài: Berry |  |

| 25 tháng 8 năm 2012 3 | Brentford                                            | 5-1    | Crewe Alexandra        | Griffin Park                          |  |
| 15:00                 | Donaldson 13', 89' · El Alagui 20', 45+2' · Dean 84' | Report | Pogba 48' · Murphy 63' | Lượng khán giả: 4858 Trọng tài: Scott |  |

##### Tháng Chín
| 1 tháng 9 năm 2012 4 | Brentford                   | 2-2    | Walsall                 | Sân vận động Bescot                     |  |
| 15:00                | Douglas 28' · Donaldson 90' | Report | Paterson · Bowerman 29' | Lượng khán giả: 3434 Trọng tài: Haywood |  |

| 8 tháng 9 năm 2012 5 | Brentford                    | 1-0    | Colchester United | Griffin Park                            |  |
| 15:00                | Saunders 37' · El Alagui 88' | Report |                   | Lượng khán giả: 5449 Trọng tài: Attwell |  |

| 13 tháng 9 năm 2012 6 | Leyton Orient                        | 1-0    | Brentford               | Brisbane Road                        |  |
| 19:45                 | McSweeney 57' · Cook 73' · Brunt 75' | Report | Craig 40' · Bidwell 80' | Lượng khán giả: 3333 Trọng tài: Dowd |  |

| 18 tháng 9 năm 2012 7 | Bournemouth                             | 2-2    | Brentford                          | Dean Court                                |  |
| 19:45                 | Tubbs 17' · Charlie Daniels 25' (ph.đ.) | Report | Francis 10' (l.n.) · Forrester 68' | Lượng khán giả: 5.117 Trọng tài: Langford |  |

| 22 tháng 9 năm 2012 8 | Brentford   | 1-0    | Oldham Athletic | Griffin Park                           |  |
| 15:00                 | Forshaw 17' | Report |                 | Lượng khán giả: 5251 Trọng tài: Graham |  |

| 29 tháng 9 năm 2012 9 | Tranmere Rovers | 1-1    | Brentford     | Prenton Park                          |  |
| 15:00                 | Akpa Akpro 60'  | Report | Douglas 90+6' | Lượng khán giả: 5720 Trọng tài: Lewis |  |

##### Tháng Mười
| 2 tháng 10 năm 2012 10 | Brentford | 0-0    | Shrewsbury Town | Griffin Park                              |  |
| 19:45                  |           | Report |                 | Lượng khán giả: 4.384 Trọng tài: Robinson |  |

| 6 tháng 10 năm 2012 11 | Brentford          | 2-1    | Crawley Town | Griffin Park                           |  |
| 15:00                  | Donaldson 23', 76' | Report | Adams 59'    | Lượng khán giả: 5607 Trọng tài: Naylor |  |

| 13 tháng 10 năm 2012 12 | Scunthorpe United | 1-1    | Brentford     | Glanford Park                           |  |
| 15:00                   | Clarke 77'        | Report | Forrester 43' | Lượng khán giả: 3.008 Trọng tài: Kettle |  |

| 20 tháng 10 năm 2012 13 | Doncaster Rovers            | 2-1    | Brentford   | Sân vận động Keepmoat                  |  |
| 15:00                   | Cotterill 74' · Paynter 84' | Report | Douglas 45' | Lượng khán giả: 6555 Trọng tài: Haines |  |

| 23 tháng 10 năm 2012 14 | Brentford                   | 2-1    | Coventry City | Griffin Park                            |  |
| 15:00                   | Forrester 41' 90+4' (ph.đ.) | Report | McGoldrick 7' | Lượng khán giả: 5.415 Trọng tài: Stroud |  |

| 27 tháng 10 năm 2012 15 | Brentford      | 2-2    | Hartlepool United           | Griffin Park                             |  |
| 15:00                   | Hayes 11', 58' | Report | Dean 25' (l.n.) · Craig 90' | Lượng khán giả: 5213 Trọng tài: Phillips |  |

##### Tháng Mười Một
| 6 tháng 11 năm 2012 16 | Portsmouth | 0-1    | Brentford    | Fratton Park                                      |  |
| 15:00                  |            | Report | Donaldson 7' | Lượng khán giả: 11.328 Trọng tài: Scott Mathieson |  |

| 10 tháng 11 năm 2012 17 | Brentford                        | 2-1    | Carlisle United | Griffin Park                           |  |
| 15:00                   | Jonathan Douglas 20' · Hayes 61' | Report | Garner 26'      | Lượng khán giả: 7.673 Trọng tài: Davis |  |

| 17 tháng 11 năm 2012 18 | Preston North End | 1-1    | Brentford  | Deepdale                                |  |
| 15:00                   | Laird 62'         | Report | German 89' | Lượng khán giả: 8.804 Trọng tài: Miller |  |

| 20 tháng 11 năm 2012 19 | Swindon Town | 0-1    | Brentford     | County Ground                              |  |
| 19:45                   |              | Report | Donaldson 59' | Lượng khán giả: 7431 Trọng tài: Whitestone |  |

| 24 tháng 11 năm 2012 20 | Brentford                    | 2-0    | Sheffield United | Griffin Park                                |  |
| 15:00                   | Donaldson 3' · Forrester 29' | Report |                  | Lượng khán giả: 7763 Trọng tài: Andy D'Urso |  |

##### Tháng Mười Hai
| 8 tháng 12 năm 2012 21 | Brentford                          | 3-2    | Milton Keynes Dons     | Griffin Park                            |  |
| 15:00                  | Donaldson 43', 89' · Forrester 72' | Report | Lowe 14' · Gleeson 53' | Lượng khán giả: 5883 Trọng tài: Collins |  |

| 15 tháng 12 năm 2012 22 | Notts County     | 1-2    | Brentford                     | Meadow Lane                                    |  |
| 15:00                   | Craig 20' (l.n.) | Report | Forrester 36' · Donaldson 88' | Lượng khán giả: 5.307 Trọng tài: Trevor Kettle |  |

| 26 tháng 12 năm 2012 23 | Colchester United                     | 1-3    | Brentford                                                                    | Sân vận động Cộng đồng Colchester           |  |
| 15:00                   | Thompson 10' · Wright 23' · Potts 79' | Report | Trotta 4' · Forshaw 12' · Douglas 18' · Adeyemi 34' 45' · Lee 78' · Dean 85' | Lượng khán giả: 4.200 Trọng tài: Gavin Ward |  |

| 29 tháng 12 năm 2012 24 | Shrewsbury Town | 0-0    | Brentford | New Meadow                            |  |
| 15:00                   |                 | Report |           | Lượng khán giả: 5.715 Trọng tài: Bond |  |

##### Tháng Một
| 1 tháng 1 năm 2013 25 | Brentford  | 0-0    | Bournemouth | Griffin Park                              |  |
| 15:00                 | Trotta 16' | Report |             | Lượng khán giả: 8.059 Trọng tài: Robinson |  |

| 12 tháng 1 năm 2013 26 | Oldham Athletic | 0-2    | Brentford                                                             | Boundary Park                          |  |
|                        | Baxter 5'       | Report | Dondaldson 5', 82' 66' · Diagouraga 69' · Forrester 75' · Forshaw 90' | Lượng khán giả: 4615 Trọng tài: Haines |  |

| 19 tháng 1 năm 2013 27 | Brentford                                       | 1-2    | Tranmere Rovers                                                                 | Griffin Park                            |  |
| 15:00                  | Harlee Dean 41' 50' · Douglas 75' · Bidwell 90' | Report | Robinson 42' (ph.đ.) · Bakayogo 56' · McGurk 66' 75' · Williams 75' · Power 90' | Lượng khán giả: 6948 Trọng tài: Deadman |  |

| 22 tháng 1 năm 2013 28 | Brentford                                   | 2-2    | Leyton Orient          | Griffin Park                            |  |
| 19:45                  | Hayes 16' · Donaldson 39' · Bidwell 43' 57' | Report | Rowlands 6' · Cook 86' | Lượng khán giả: 4523 Trọng tài: Tierney |  |

##### Tháng Hai
| 2 tháng 2 năm 2013 29 | Yeovil Town                                            | 3-0    | Brentford | Huish Park                                |  |
| 15:00                 | Upson 28' 40' · Madden 34' · McAllister 80' · Burn 84' | Report | Logan 29' | Lượng khán giả: 4106 Trọng tài: Linington |  |

| 9 tháng 2 năm 2013 30 | Brentford                  | 2-2    | Bury                                        | Griffin Park                          |  |
| 15:00                 | Forrester 52' · Trotta 68' | Report | Ebanks-Landell 48' · Soares 65' · Ajose 76' | Lượng khán giả: 5137 Trọng tài: Coote |  |

| 12 tháng 2 năm 2013 31 | Brentford                                         | 2-0    | Stevenage | Griffin Park                           |  |
| 19:45                  | Dean 38' · Adeyemi 44' · Forshaw 67' · Trotta 86' | Report |           | Lượng khán giả: 7022 Trọng tài: Hooper |  |

| 23 tháng 2 năm 2013 32 | Brentford | 0-0    | Walsall                 | Griffin Park                                 |  |
| 15:00                  |           | Report | Brandy 38' · Mantom 75' | Lượng khán giả: 4.781 Trọng tài: Fred Graham |  |

| 26 tháng 2 năm 2013 33 | Crawley Town                          | 1-2    | Brentford                                                  | Sân vận động Broadfield |  |
| 19:45                  | Connolly 1' · O'Brien 47' · Adams 65' | Report | Forshaw 5' 59' · Saunders 16' · Donaldson 32' · Dean 45+4' | Trọng tài: Lee Collins  |  |

##### Tháng Ba
| 2 tháng 3 năm 2013 34 | Brentford                   | 1-0    | Scunthorpe United | Griffin Park                                |  |
| 15:00                 | Adeyemi 70' · Douglas 90+1' | Report | Slocombe 7'       | Lượng khán giả: 5.400 Trọng tài: Phil Gibbs |  |

| 5 tháng 3 năm 2013 35 | Stevenage             | 1-0    | Brentford           | Broadhall Way                                 |  |
| 19:45                 | Dunne 58' · Haber 76' | Report | Wright-Phillips 66' | Lượng khán giả: 2.794 Trọng tài: Craig Pawson |  |

| 9 tháng 3 năm 2013 36 | Carlisle United                         | 2-0    | Brentford                      | Brunton Park                                  |  |
| 15:00                 | O'Hanlon 23' · Thirlwell 41' · Beck 53' | Report | Dean 36' · Wright-Phillips 87' | Lượng khán giả: 3.858 Trọng tài: Scott Duncan |  |

| 12 tháng 3 năm 2013 37 | Brentford                                                                            | 2-1    | Swindon Town                               | Griffin Park                                    |  |
| 19:45                  | Moore 41' · Logan 54' · Saunders 73' (ph.đ.) · Donaldson 76' · Wright-Phillips 90+2' | Report | Ferry 32' · Foderingham 71' · Thompson 86' | Lượng khán giả: 5.867 Trọng tài: Stuart Attwell |  |

| 16 tháng 3 năm 2013 38 | Brentford                                                              | 1-0    | Preston North End | Griffin Park                                |  |
| 15:00                  | Diagouraga 20' · Trotta 80' · Logan 90' · Saunders 90+4' (ph.đ.) 90+5' | Report | Buchanan 54'      | Lượng khán giả: 6.512 Trọng tài: Gavin Ward |  |

| 29 tháng 3 năm 2013 39 | Brentford                            | 2-1    | Notts County | Griffin Park                                 |  |
| 15:00                  | Diagouraga 21' · Wright-Phillips 70' | Report | Judge 74'    | Lượng khán giả: 7.412 Trọng tài: Andy D'Urso |  |

##### Tháng Tư
| 1 tháng 4 năm 2013 40 | Milton Keynes Dons         | 2-0    | Brentford | Sân vận động mk                                  |  |
| 15:00                 | Bowditch 14' · Gleeson 85' | Report |           | Lượng khán giả: 10.455 Trọng tài: Stephen Martin |  |

| 6 tháng 4 năm 2013 41 | Coventry City   | 1-1    | Brentford     | Ricoh Arena                                       |  |
| 15:00                 | Baker 45' (pen) | Report | Forrester 47' | Lượng khán giả: 10.642 Trọng tài: Scott Mathieson |  |

| 10 tháng 4 năm 2013 42 | Crewe Alexandra | 0-2    | Brentford                        | Sân vận động Alexandra                         |  |
| 19:45                  |                 | Report | Wright-Phillips 12' · Trotta 83' | Lượng khán giả: 4.594 Trọng tài: Robert Madley |  |

| 13 tháng 4 năm 2013 43 | Brentford                                        | 3-2    | Portsmouth                | Griffin Park                                    |  |
| 15:00                  | Wright-Phillips 21' (85) · Clayton Donaldson 86' | Report | Connolly 26' · Cooper 58' | Lượng khán giả: 9.149 Trọng tài: Jeremy Simpson |  |

| 16 tháng 4 năm 2013 44 | Sheffield United                                                                           | 2-2    | Brentford | Bramall Lane                                   |  |
| 19:45                  | Long 24' · Maguire 26' 72' · Doyle 38' · McMahon 45+4' · Robson 62' (pen) · Kitson 28' 68' | Report | Moore 23' · Trotta 24' (pen) · Jake Reeves 28' · Donaldson 45' 77' · Craig · Logan 81' · Wright-Phillips 89' | Lượng khán giả: 23.431 Trọng tài: Keith Stroud |  |

| 20 tháng 4 năm 2013 45 | Hartlepool United | 1-1    | Brentford  | Victoria Park                                   |  |
| 17:20                  | James 25'         | Report | Trotta 39' | Lượng khán giả: 3.541 Trọng tài: Michael Naylor |  |

| 27 tháng 4 năm 2013 46 | Brentford | 0-1    | Doncaster Rovers      | Griffin Park                             |  |
| 15:00                  |           | Report | James Coppinger 90+6' | Lượng khán giả: 12.300 Trọng tài: Oliver |  |

### Play-off Football League
| 4 tháng 5 năm 2013 BK (lượt đi) | Swindon Town | 1-1    | Brentford                | County Ground                                |  |
| 17:20                           | Luongo 70'   | Report | Kevin O'Connor 90' (pen) | Lượng khán giả: 10.595 Trọng tài: Eltringham |  |

| 6 tháng 5 năm 2013 BK (lượt về)           | Brentford                                 | 3-3 (5-4 p)                                 | Swindon Town                           | Griffin Park                            |  |
| 16:30                                     | A. Rooney 24' (l.n.) · Donaldson 40', 47' | Report                                      | A. Rooney 44' · Devera 57' · Flint 90' | Lượng khán giả: 9.109 Trọng tài: Miller |  |
|                                           |                                           | Loạt sút luân lưu                           |                                        |                                         |  |
| Saunders · Hayes · Dean · Craig · Forshaw |                                           | Devera · Flint · Collins · Storey · Roberts |                                        |                                         |  |

| 19 tháng 5 năm 2013 CK | Brentford | 1-2    | Yeovil Town          | Sân vận động Wembley                     |  |
| 13:30                  | Dean 51'  | Report | Madden 6' · Burn 42' | Lượng khán giả: 41.955 Trọng tài: D'Urso |  |

### Cúp FA
| 3 tháng 11 năm 2012 V1 | Boreham Wood             | 0-2    | Brentford                     | Meadow Park                            |  |
| 15:00                  | Reynalds 18' · Jones 46' | Report | Donaldson 16' · Forrester 44' | Lượng khán giả: 1.495 Trọng tài: Lewis |  |

| 30 tháng 11 năm 2012 V2 | Bradford City | 1-1    | Brentford     | Valley Parade                           |  |
| 19:45                   | Hanson 70'    | Report | Logan 43' 66' | Lượng khán giả: 3.620 Trọng tài: Sutton |  |

| 18 tháng 12 năm 2012 V2 (đá lại) | Brentford                                                  | 4-2 (s.h.p.) | Bradford City                  | Griffin Park                          |  |
| 19:45                            | Trotta 45' (ph.đ.), 102' · Donaldson 103' · Forrester 106' | Report       | Reid 34' · Connell 94' (ph.đ.) | Lượng khán giả: 2643 Trọng tài: Scott |  |

| 5 tháng 1 năm 2013 V3 | Southend United | 2-2    | Brentford                          | Roots Hall                                       |  |
| 15:00                 | Corr 39', 54'   | Report | Adeyemi 29' · Cresswell 38' (l.n.) | Lượng khán giả: 5.540 Trọng tài: Dean Whitestone |  |

| 15 tháng 1 năm 2013 V3 (đá lại) | Brentford                 | 2-1    | Southend United        | Griffin Park                                     |  |
| 19:45                           | Hayes 26' · Donaldson 76' | Report | Corr 69' · Prosser 72' | Lượng khán giả: 6.526 Trọng tài: Darren Drysdale |  |

| 27 tháng 1 năm 2013 V4 | Brentford                          | 2-2    | Chelsea                                                     | Griffin Park                                    |  |
| 12:00                  | Trotta 42' · Forrester 73' (ph.đ.) | Report | Cahill 44' · Oscar 55' · Turnbull 71' · Fernando Torres 83' | Lượng khán giả: 12.146 Trọng tài: Jonathan Moss |  |

| 17 tháng 2 năm 2013 V4 (đá lại) | Chelsea                                                                        | 4-0    | Brentford | Stamford Bridge                                  |  |
| 12:00                           | Mata 55' · Oscar 68' · Ivanović 69' · Lampard 71' · Terry 81' · David Luiz 85' | Report |           | Lượng khán giả: 40.961 Trọng tài: Neil Swarbrick |  |

### Football League Cup
| 11 tháng 8 năm 2012 S1R | Walsall     | 1-0    | Brentford | Sân vận động Banks                      |  |
| 15:00                   | Hemmings 8' | Report |           | Lượng khán giả: 2248 Trọng tài: Woolmer |  |

### Football League Trophy
| 9 tháng 10 năm 2012 S2R | Brentford                   | 1-0    | Crawley Town | Griffin Park                               |  |
| 19:45                   | Forrester 6' · Saunders 73' | Report |              | Lượng khán giả: 2739 Trọng tài: Williamson |  |

| 4 tháng 12 năm 2012 SQF | Southend United                         | 2-1    | Brentford                                 | Roots Hall                             |  |
| 19:45                   | Mkandawire 27' · Hurst 39' · Timlin 76' | Report | Diagouraga 54' · Saunders 76' · Hayes 83' | Lượng khán giả: 3052 Trọng tài: Russel |  |

## Đội hình thi đấu
Tuổi của cầu thủ tính đến ngày bắt đầu của mùa giải 2012-13.
| Số áo                                | Vị trí  | Tên                     | Quốc tịch        | Ngày sinh (tuổi)            | Kí hợp đồng từ       | Năm kí hợp đồng | Ghi chú                                        |
| Thủ môn                              | Thủ môn | Thủ môn                 | Thủ môn          | Thủ môn                     | Thủ môn              | Thủ môn         | Thủ môn                                        |
| ------------------------------------ | ------- | ----------------------- | ---------------- | --------------------------- | -------------------- | --------------- | ---------------------------------------------- |
| 1                                    | GK      | Richard Lee             | Anh              | 5 tháng 10, 1982 (29 tuổi)  | Watford              | 2010            |                                                |
| 16                                   | GK      | Antoine Gounet          | Pháp             | 16 tháng 10, 1988 (23 tuổi) | Không có             | 2012            |                                                |
| 21                                   | GK      | Simon Moore             | Anh              | 19 tháng 5, 1990 (22 tuổi)  | Không có             | 2009            |                                                |
| Hậu vệ                               |         |                         |                  |                             |                      |                 |                                                |
| 2                                    | DF      | Kevin O'Connor (c)      | Cộng hòa Ireland | 24 tháng 2, 1982 (30 tuổi)  | Trẻ                  | 2000            |                                                |
| 3                                    | DF      | Scott Barron            | Anh              | 2 tháng 9, 1985 (26 tuổi)   | Millwall             | 2012            |                                                |
| 5                                    | DF      | Tony Craig              | Anh              | 20 tháng 4, 1985 (27 tuổi)  | Millwall             | 2012            |                                                |
| 6                                    | DF      | Harlee Dean             | Anh              | 26 tháng 7, 1991 (21 tuổi)  | Southampton          | 2012            |                                                |
| 14                                   | DF      | Shay Logan              | Anh              | 29 tháng 1, 1988 (24 tuổi)  | Manchester City      | 2011            |                                                |
| 18                                   | DF      | Lee Hodson              | Bắc Ireland      | 2 tháng 10, 1991 (20 tuổi)  | Watford              | 2012            | Mượn từ Watford                                |
| 24                                   | DF      | Jake Bidwell            | Anh              | 21 tháng 3, 1993 (19 tuổi)  | Everton              | 2012            | Mượn từ Everton                                |
| 26                                   | DF      | Leon Redwood            | Anh              | 23 tháng 9, 1991 (20 tuổi)  | Không có             | 2012            |                                                |
| 28                                   | DF      | Alfie Mawson            | Anh              | 19 tháng 1, 1994 (18 tuổi)  | Trẻ                  | 2011            | Cho mượn đến Maidenhead United                 |
| 31                                   | DF      | Aaron Pierre            | Grenada          | 17 tháng 2, 1993 (19 tuổi)  | Fulham               | 2011            |                                                |
| 33                                   | DF      | Rob Kiernan             | Cộng hòa Ireland | 13 tháng 1, 1991 (21 tuổi)  | Wigan Athletic       | 2012            | Mượn từ Wigan Athletic                         |
| Tiền vệ                              |         |                         |                  |                             |                      |                 |                                                |
| 4                                    | MF      | Adam Forshaw            | Anh              | 8 tháng 10, 1991 (20 tuổi)  | Everton              | 2012            |                                                |
| 7                                    | MF      | Sam Saunders            | Anh              | 29 tháng 8, 1983 (28 tuổi)  | Dagenham & Redbridge | 2009            |                                                |
| 8                                    | MF      | Jonathan Douglas        | Cộng hòa Ireland | 22 tháng 11, 1981 (30 tuổi) | Swindon Town         | 2011            |                                                |
| 12                                   | MF      | Tom Adeyemi             | Anh              | 24 tháng 10, 1991 (20 tuổi) | Norwich City         | 2012            | Mượn từ Norwich City                           |
| 15                                   | MF      | Stuart Dallas           | Bắc Ireland      | 19 tháng 4, 1991 (21 tuổi)  | Crusaders            | 2012            |                                                |
| 19                                   | MF      | Harry Forrester         | Anh              | 2 tháng 1, 1991 (21 tuổi)   | Aston Villa          | 2011            |                                                |
| 20                                   | MF      | Toumani Diagouraga      | Pháp             | 20 tháng 6, 1987 (25 tuổi)  | Peterborough United  | 2010            |                                                |
| 22                                   | MF      | Jake Reeves             | Anh              | 30 tháng 5, 1993 (19 tuổi)  | Trẻ                  | 2011            | Cho mượn đến AFC Wimbledon                     |
| 27                                   | MF      | Manny Oyeleke           | Anh              | 24 tháng 12, 1992 (19 tuổi) | Trẻ                  | 2011            | Cho mượn đến Northampton Town                  |
| 34                                   | MF      | Charlie Adams           | Anh              | 16 tháng 5, 1994 (18 tuổi)  | Trẻ                  | 2011            |                                                |
| Tiền đạo                             |         |                         |                  |                             |                      |                 |                                                |
| 9                                    | FW      | Clayton Donaldson       | Jamaica          | 7 tháng 2, 1984 (28 tuổi)   | Crewe Alexandra      | 2011            |                                                |
| 10                                   | FW      | Farid El Alagui         | Pháp             | 10 tháng 2, 1985 (27 tuổi)  | Falkirk              | 2012            |                                                |
| 11                                   | FW      | Marcello Trotta         | Ý                | 29 tháng 9, 1992 (19 tuổi)  | Fulham               | 2012            | Mượn từ Fulham                                 |
| 17                                   | FW      | Bradley Wright-Phillips | Anh              | 12 tháng 3, 1985 (27 tuổi)  | Charlton Athletic    | 2013            | Mượn từ Charlton Athletic                      |
| 23                                   | FW      | Paul Hayes              | Anh              | 20 tháng 9, 1983 (28 tuổi)  | Charlton Athletic    | 2012            | Cho mượn đến Crawley Town                      |
| 30                                   | FW      | Antonio German          | Grenada          | 2 tháng 1, 1991 (21 tuổi)   | Không có             | 2012            | Cho mượn đến Gillingham                        |
| Cầu thủ rời câu lạc bộ giữa mùa giải |         |                         |                  |                             |                      |                 |                                                |
| 11                                   | MF      | Jimmy Spencer           | Anh              | 13 tháng 12, 1991 (20 tuổi) | Huddersfield Town    | 2012            | Trở lại Huddersfield Town sau khi mượn         |
| 18                                   | MF      | Ryan Fredericks         | Anh              | 10 tháng 10, 1992 (19 tuổi) | Tottenham Hotspur    | 2012            | Trở lại Tottenham Hotspur sau khi mượn         |
| 32                                   | DF      | Leon Legge              | Anh              | 1 tháng 7, 1985 (27 tuổi)   | Tonbridge Angels     | 2009            | Cho mượn đến Gillingham, chuyển đến Gillingham |
| 32                                   | DF      | Liam Moore              | Anh              | 31 tháng 1, 1993 (19 tuổi)  | Leicester City       | 2013            | Trở lại Leicester City sau khi mượn            |

- Nguồn: Soccerbase

## Ban huấn luyện
| Tên              | Chức vụ                  |
| ---------------- | ------------------------ |
| Uwe Rösler       | Huấn luyện viên          |
| Alan Kernaghan   | Trợ lý Huấn luyện viên   |
| Peter Farrell    | Huấn luyện viên đội một  |
| Simon Royce      | Huấn luyện viên thủ môn  |
| Daryl Martin     | Bác sĩ vật lý trị liệu   |
| Chris Haslam     | Head of Conditioning     |
| Darren Glenister | Bác sĩ trị liệu thể thao |
| Chris Domoney    | Masseur                  |
| Bob Oteng        | Kit Man                  |

## Thống kê

### Số trận và bàn thắng
Số trận ra sân từ dự bị nằm trong ngoặc đơn.
| Số áo                               | Vị trí | Quốc tịch        | Tên                     | League  | League    | Cúp FA  | Cúp FA    | League Cup | League Cup | FL Trophy | FL Trophy | Play-off | Play-off  | Tổng    | Tổng      |
| Số áo                               | Vị trí | Quốc tịch        | Tên                     | Số trận | Bàn thắng | Số trận | Bàn thắng | Số trận    | Bàn thắng  | Số trận   | Bàn thắng | Số trận  | Bàn thắng | Số trận | Bàn thắng |
| ----------------------------------- | ------ | ---------------- | ----------------------- | ------- | --------- | ------- | --------- | ---------- | ---------- | --------- | --------- | -------- | --------- | ------- | --------- |
| 1                                   | GK     | Anh              | Richard Lee             | 3       | 0         | 2       | 0         | 0          | 0          | 1         | 0         | 0        | 0         | 6       | 0         |
| 2                                   | DF     | Cộng hòa Ireland | Kevin O'Connor          | 6 (6)   | 0         | 1       | 0         | 1          | 0          | 1         | 0         | 1        | 1         | 10 (6)  | 1         |
| 3                                   | DF     | Anh              | Scott Barron            | 5 (7)   | 0         | 0 (3)   | 0         | 0          | 0          | 2         | 0         | 0        | 0         | 7 (10)  | 0         |
| 4                                   | MF     | Anh              | Adam Forshaw            | 37 (6)  | 3         | 6       | 0         | 0 (1)      | 0          | 0         | 0         | 3        | 0         | 46 (7)  | 3         |
| 5                                   | DF     | Anh              | Tony Craig              | 44      | 0         | 7       | 0         | 1          | 0          | 1         | 0         | 2        | 0         | 55      | 0         |
| 6                                   | DF     | Anh              | Harlee Dean             | 44      | 3         | 5 (1)   | 0         | 1          | 0          | 2         | 0         | 3        | 1         | 55 (1)  | 4         |
| 7                                   | MF     | Anh              | Sam Saunders            | 13 (17) | 2         | 3 (4)   | 0         | 1          | 0          | 2         | 1         | 3        | 0         | 22 (21) | 3         |
| 8                                   | MF     | Cộng hòa Ireland | Jonathan Douglas        | 44      | 4         | 6       | 0         | 1          | 0          | 0         | 0         | 1 (1)    | 0         | 52 (1)  | 4         |
| 9                                   | FW     | Jamaica          | Clayton Donaldson       | 43 (1)  | 18        | 6 (1)   | 4         | 1          | 0          | 1         | 0         | 3        | 2         | 54 (2)  | 24        |
| 10                                  | FW     | Pháp             | Farid El Alagui         | 7 (4)   | 3         | 0       | 0         | 0          | 0          | 0         | 0         | 0 (1)    | 0         | 7 (5)   | 3         |
| 14                                  | DF     | Anh              | Shay Logan              | 41 (4)  | 0         | 4       | 0         | 1          | 0          | 0         | 0         | 3        | 0         | 49 (4)  | 0         |
| 15                                  | MF     | Bắc Ireland      | Stuart Dallas           | 3 (4)   | 0         | 1 (2)   | 0         | 0          | 0          | 0         | 0         | 0 (1)    | 0         | 4 (7)   | 0         |
| 16                                  | GK     | Pháp             | Antoine Gounet          | 0       | 0         | 1       | 0         | 0          | 0          | 0         | 0         | 0        | 0         | 1       | 0         |
| 17                                  | FW     | Anh              | Bradley Wright-Phillips | 10 (5)  | 5         | —       | —         | —          | —          | —         | —         | 1 (1)    | 0         | 11 (6)  | 5         |
| 19                                  | MF     | Anh              | Harry Forrester         | 25 (11) | 8         | 4 (3)   | 3         | 1          | 0          | 2         | 0         | 2 (1)    | 0         | 34 (15) | 11        |
| 20                                  | MF     | Pháp             | Toumani Diagouraga      | 28 (11) | 1         | 4 (1)   | 0         | 0 (1)      | 0          | 2         | 0         | 2        | 0         | 36 (13) | 1         |
| 21                                  | GK     | Anh              | Simon Moore             | 43      | 0         | 4       | 0         | 1          | 0          | 1         | 0         | 3        | 0         | 52      | 0         |
| 22                                  | MF     | Anh              | Jake Reeves             | 4 (2)   | 0         | 0 (2)   | 0         | 1          | 0          | 1         | 0         | 0        | 0         | 6 (4)   | 0         |
| 23                                  | FW     | Anh              | Paul Hayes              | 10 (13) | 4         | 5       | 1         | —          | —          | 2         | 1         | 0 (2)    | 0         | 17 (15) | 6         |
| 30                                  | FW     | Grenada          | Antonio German          | 0 (2)   | 1         | 0 (1)   | 0         | 0          | 0          | 0 (2)     | 0         | 0        | 0         | 0 (5)   | 1         |
| 31                                  | DF     | Grenada          | Aaron Pierre            | 0       | 0         | 0       | 0         | 0          | 0          | 0 (1)     | 0         | 0        | 0         | 0 (1)   | 0         |
| 32                                  | DF     | Anh              | Leon Legge              | 3 (4)   | 0         | 2       | 0         | 0          | 0          | 1 (1)     | 0         | —        | —         | 6 (5)   | 0         |
| 34                                  | MF     | Anh              | Charlie Adams           | 0 (1)   | 0         | 0       | 0         | 0          | 0          | 0         | 0         | 0        | 0         | 0 (1)   | 0         |
| Cầu thủ cho mượn đến trong mùa giải |        |                  |                         |         |           |         |           |            |            |           |           |          |           |         |           |
| 11                                  | MF     | Anh              | Jimmy Spencer           | 0 (2)   | 0         | 0       | 0         | —          | —          | —         | —         | —        | —         | 0 (2)   | 0         |
| 11                                  | FW     | Ý                | Marcello Trotta         | 16 (6)  | 6         | 3 (2)   | 3         | —          | —          | 0         | 0         | 2        | 0         | 21 (8)  | 9         |
| 12                                  | MF     | Anh              | Tom Adeyemi             | 21 (9)  | 2         | 4 (1)   | 1         | —          | —          | 1         | 0         | 3        | 0         | 29 (10) | 3         |
| 18                                  | MF     | Anh              | Ryan Fredericks         | 1 (3)   | 0         | —       | —         | 0 (1)      | 0          | 0         | 0         | —        | —         | 1 (4)   | 0         |
| 24                                  | DF     | Anh              | Jake Bidwell            | 37 (3)  | 0         | 6       | 0         | —          | —          | 1         | 0         | 3        | 0         | 47 (3)  | 0         |
| 32                                  | DF     | Anh              | Liam Moore              | 6 (1)   | 0         | —       | —         | —          | —          | —         | —         | —        | —         | 6 (1)   | 0         |
| 33                                  | DF     | Cộng hòa Ireland | Rob Kiernan             | 5 (3)   | 0         | —       | —         | —          | —          | 1         | 0         | 0        | 0         | 6 (3)   | 0         |

- Cầu thủ được liệt kê in nghiêng rời câu lạc bộ giữa mùa giải.
- Nguồn: Soccerbase

### Cầu thủ ghi bàn
| Số áo     | Vị trí    | Quốc tịch        | Cầu thủ                 | FL1 | FAC | FLC | FLT | FLP | Tổng |
| --------- | --------- | ---------------- | ----------------------- | --- | --- | --- | --- | --- | ---- |
| 9         | FW        | Jamaica          | Clayton Donaldson       | 18  | 4   | 0   | 2   | 2   | 24   |
| 19        | MF        | Anh              | Harry Forrester         | 8   | 3   | 0   | 0   | 0   | 11   |
| 11        | FW        | Ý                | Marcello Trotta         | 6   | 3   | —   | 0   | 0   | 9    |
| 23        | FW        | Anh              | Paul Hayes              | 4   | 1   | —   | 1   | 0   | 6    |
| 17        | FW        | Anh              | Bradley Wright-Phillips | 5   | —   | —   | —   | 0   | 5    |
| 8         | MF        | Cộng hòa Ireland | Jonathan Douglas        | 4   | 0   | 0   | 0   | 0   | 4    |
| 6         | DF        | Anh              | Harlee Dean             | 3   | 0   | 0   | 0   | 1   | 4    |
| 4         | MF        | Anh              | Adam Forshaw            | 3   | 0   | 0   | 0   | 0   | 3    |
| 10        | FW        | Pháp             | Farid El Alagui         | 3   | 0   | 0   | 0   | 0   | 3    |
| 12        | MF        | Anh              | Tom Adeyemi             | 2   | 1   | —   | 0   | 0   | 3    |
| 7         | MF        | Anh              | Sam Saunders            | 2   | 0   | 0   | 1   | 0   | 3    |
| 20        | MF        | Pháp             | Toumani Diagouraga      | 1   | 0   | 0   | 0   | 0   | 1    |
| 30        | FW        | Grenada          | Antonio German          | 1   | 0   | 0   | 0   | 0   | 1    |
| 2         | DF        | Cộng hòa Ireland | Kevin O'Connor          | 0   | 0   | 0   | 0   | 1   | 1    |
| Opponents | Opponents | Opponents        | Opponents               | 0   | 0   | 0   | 0   | 1   | 1    |
| Tổng      | Tổng      | Tổng             | Tổng                    | 62  | 12  | 0   | 4   | 5   | 83   |

- Cầu thủ được liệt kê in nghiêng rời câu lạc bộ giữa mùa giải.
- Nguồn: Soccerbase

### Thẻ phạt
| Số áo | Vị trí | Quốc tịch        | Cầu thủ                 | FL1      | FL1    | FAC      | FAC    | FLC      | FLC    | FLT      | FLT    | FLP      | FLP    | Tổng     | Tổng   | Điểm |
| Số áo | Vị trí | Quốc tịch        | Cầu thủ                 | Thẻ vàng | Thẻ đỏ | Thẻ vàng | Thẻ đỏ | Thẻ vàng | Thẻ đỏ | Thẻ vàng | Thẻ đỏ | Thẻ vàng | Thẻ đỏ | Thẻ vàng | Thẻ đỏ | Điểm |
| ----- | ------ | ---------------- | ----------------------- | -------- | ------ | -------- | ------ | -------- | ------ | -------- | ------ | -------- | ------ | -------- | ------ | ---- |
| 8     | MF     | Cộng hòa Ireland | Jonathan Douglas        | 10       | 0      | 0        | 0      | 0        | 0      | 0        | 0      | 0        | 0      | 10       | 0      | 10   |
| 14    | DF     | Anh              | Shay Logan              | 7        | 0      | 2        | 0      | 0        | 0      | 0        | 0      | 0        | 0      | 9        | 0      | 9    |
| 9     | FW     | Jamaica          | Clayton Donaldson       | 5        | 1      | 0        | 0      | 0        | 0      | 0        | 0      | 1        | 0      | 6        | 1      | 9    |
| 24    | DF     | Anh              | Jake Bidwell            | 4        | 1      | 1        | 0      | 0        | 0      | 0        | 0      | 1        | 0      | 6        | 1      | 9    |
| 6     | DF     | Anh              | Harlee Dean             | 7        | 0      | 0        | 0      | 1        | 0      | 0        | 0      | 0        | 0      | 8        | 0      | 8    |
| 4     | MF     | Anh              | Adam Forshaw            | 5        | 1      | 0        | 0      | 0        | 0      | 0        | 0      | 0        | 0      | 5        | 1      | 8    |
| 5     | DF     | Anh              | Tony Craig              | 4        | 1      | 0        | 0      | 0        | 0      | 0        | 0      | 0        | 0      | 4        | 1      | 7    |
| 20    | MF     | Pháp             | Toumani Diagouraga      | 4        | 0      | 0        | 0      | 0        | 0      | 1        | 0      | 1        | 0      | 6        | 0      | 6    |
| 12    | MF     | Anh              | Tom Adeyemi             | 3        | 1      | 0        | 0      | —        | —      | 0        | 0      | 0        | 0      | 3        | 1      | 6    |
| 19    | MF     | Anh              | Harry Forrester         | 4        | 0      | 0        | 0      | 0        | 0      | 1        | 0      | 0        | 0      | 5        | 0      | 5    |
| 7     | MF     | Anh              | Sam Saunders            | 4        | 0      | 0        | 0      | 0        | 0      | 1        | 0      | 0        | 0      | 5        | 0      | 5    |
| 17    | FW     | Anh              | Bradley Wright-Phillips | 4        | 0      | —        | —      | —        | —      | —        | —      | 0        | 0      | 4        | 0      | 4    |
| 22    | MF     | Anh              | Jake Reeves             | 1        | 0      | 0        | 0      | 0        | 1      | 0        | 0      | 0        | 0      | 1        | 1      | 4    |
| 11    | FW     | Ý                | Marcello Trotta         | 3        | 0      | 0        | 0      | —        | —      | 0        | 0      | 0        | 0      | 3        | 0      | 3    |
| 2     | DF     | Cộng hòa Ireland | Kevin O'Connor          | 2        | 0      | 0        | 0      | 1        | 0      | 0        | 0      | 0        | 0      | 3        | 0      | 3    |
| 1     | GK     | Anh              | Richard Lee             | 2        | 0      | 0        | 0      | 0        | 0      | 0        | 0      | 0        | 0      | 2        | 0      | 2    |
| 21    | GK     | Anh              | Simon Moore             | 2        | 0      | 0        | 0      | 0        | 0      | 0        | 0      | 0        | 0      | 2        | 0      | 2    |
| 32    | DF     | Anh              | Liam Moore              | 1        | 0      | —        | —      | —        | —      | —        | —      | —        | —      | 1        | 0      | 1    |
| 18    | MF     | Anh              | Ryan Fredericks         | 1        | 0      | —        | —      | 0        | 0      | 0        | 0      | —        | —      | 1        | 0      | 1    |
| 3     | DF     | Anh              | Scott Barron            | 1        | 0      | 0        | 0      | 0        | 0      | 0        | 0      | 0        | 0      | 1        | 0      | 1    |
| 10    | FW     | Pháp             | Farid El Alagui         | 1        | 0      | 0        | 0      | 0        | 0      | 0        | 0      | 0        | 0      | 1        | 0      | 1    |
| Tổng  | Tổng   | Tổng             | Tổng                    | 75       | 5      | 3        | 0      | 2        | 1      | 3        | 0      | 3        | 0      | 86       | 6      | 104  |

- Cầu thủ được liệt kê in nghiêng rời câu lạc bộ giữa mùa giải.
- Nguồn: ESPN FC

### Quản lý
| Tên        | Quốc tịch | Từ                  | Đến                 | Mọi đấu trường | Mọi đấu trường | Mọi đấu trường | Mọi đấu trường | Mọi đấu trường | Giải quốc nội | Giải quốc nội | Giải quốc nội | Giải quốc nội | Giải quốc nội |
| Tên        | Quốc tịch | Từ                  | Đến                 | P              | W              | D              | L              | W %            | P             | W             | D             | L             | W %           |
| ---------- | --------- | ------------------- | ------------------- | -------------- | -------------- | -------------- | -------------- | -------------- | ------------- | ------------- | ------------- | ------------- | ------------- |
| Uwe Rösler | Đức       | 11 tháng 8 năm 2012 | 19 tháng 5 năm 2013 | 59             | 25             | 21             | 13             | 042,37         | 46            | 21            | 16            | 9             | 045,65        |

### Tóm tắt
| Số trận thi đấu                   | 59 (46 League One, 7 Cúp FA, 1 League Cup, 2 Football League Trophy, 3 Play-off Football League) |
| Số trận thắng                     | 25 (21 League One, 3 Cúp FA, 0 League Cup, 1 Football League Trophy, 0 Play-off Football League) |
| Số trận hòa                       | 21 (16 League One, 3 Cúp FA, 0 League Cup, 0 Football League Trophy, 2 Play-off Football League) |
| Số trận thua                      | 13 (9 League One, 1 Cúp FA, 1 League Cup, 1 Football League Trophy, 1 Play-off Football League) |
| Số bàn thắng                      | 82 (62 League One, 13 Cúp FA, 0 League Cup, 2 Football League Trophy, 5 Play-off Football League) |
| Số bàn thua                       | 68 (47 League One, 12 Cúp FA, 1 League Cup, 2 Football League Trophy, 6 Play-off Football League) |
| Số trận sạch lưới                 | 17 (15 League One, 1 Cúp FA, 0 League Cup, 1 Football League Trophy, 0 Play-off Football League) |
| Trận thắng giải quốc nội đậm nhất | 5-1 với Crewe Alexandra, 25 tháng 8 năm 2012 |
| Trận thua giải quốc nội đậm nhất  | 3-0 với Yeovil Town, 2 tháng 2 năm 2013 |
| Số lần ra sân nhiều nhất          | 56, Clayton Donaldson (44 League One, 7 Cúp FA, 1 League Cup, 1 Football League Trophy, 3 Play-off Football League), Harlee Dean (44 League One, 6 Cúp FA, 1 League Cup, 2 Football League Trophy, 3 Play-off Football League) |
| Vua phá lưới (giải quốc nội)      | 18, Clayton Donaldson |
| Vua phá lưới (mọi đấu trường)     | 24, Clayton Donaldson |

## Chuyển nhượng và cho mượn
| Cầu thủ chuyển nhượng đến   | Cầu thủ chuyển nhượng đến | Cầu thủ chuyển nhượng đến | Cầu thủ chuyển nhượng đến | Cầu thủ chuyển nhượng đến | Cầu thủ chuyển nhượng đến |
| Ngày                        | Vị trí                    | Tên                       | Câu lạc bộ trước          | Mức phí                   | Tham khảo                 |
| --------------------------- | ------------------------- | ------------------------- | ------------------------- | ------------------------- | ------------------------- |
| 1 tháng 7 năm 2012          | MF                        | Stuart Dallas             | Crusaders                 | n/a                       | [ 2 ]                     |
| 1 tháng 7 năm 2012          | DF                        | Harlee Dean               | Southampton               | Tự do                     | [ 3 ]                     |
| 1 tháng 7 năm 2012          | MF                        | Adam Forshaw              | Everton                   | Tự do                     | [ 3 ]                     |
| 11 tháng 7 năm 2012         | FW                        | Farid El Alagui           | Falkirk                   | Tự do                     | [ 4 ]                     |
| 13 tháng 7 năm 2012         | DF                        | Tony Craig                | Millwall                  | Không tiết lộ             | [ 5 ]                     |
| 31 tháng 7 năm 2012         | DF                        | Leon Redwood              | Không có                  | Tự do                     | [ 6 ]                     |
| 13 tháng 8 năm 2012         | DF                        | Scott Barron              | Millwall                  | Không tiết lộ             | [ 7 ]                     |
| 20 tháng 8 năm 2012         | FW                        | Paul Hayes                | Charlton Athletic         | Tự do                     | [ 8 ]                     |
| 10 tháng 4 năm 2013         | DF                        | Jack Uttridge             | Histon                    | Dual-registration         | [ 9 ]                     |
| Cầu thủs loaned in          |                           |                           |                           |                           |                           |
| Từ ngày                     | Vị trí                    | Tên                       | Từ                        | Đến ngày                  | Tham khảo                 |
| 10 tháng 8 năm 2012         | DF                        | Ryan Fredericks           | Tottenham Hotspur         | 25 tháng 10 năm 2012      | [ 10 ]                    |
| 28 tháng 8 năm 2012         | DF                        | Jake Bidwell              | Everton                   | Kết thúc mùa giải         | [ 11 ]                    |
| 29 tháng 8 năm 2012         | MF                        | Tom Adeyemi               | Norwich City              | Kết thúc mùa giải         | [ 12 ]                    |
| 15 tháng 10 năm 2012        | FW                        | Jimmy Spencer             | Huddersfield Town         | 21 tháng 11 năm 2012      | [ 13 ]                    |
| 15 tháng 11 năm 2012        | DF                        | Rob Kiernan               | Wigan Athletic            | 2 tháng 1 năm 2013        | [ 14 ]                    |
| 22 tháng 11 năm 2012        | DF                        | Lee Hodson                | Watford                   | Kết thúc mùa giải         | [ 15 ]                    |
| 22 tháng 11 năm 2012        | FW                        | Marcello Trotta           | Fulham                    | Kết thúc mùa giải         | [ 15 ]                    |
| 11 tháng 1 năm 2013         | DF                        | Rob Kiernan               | Wigan Athletic            | Kết thúc mùa giải         | [ 16 ]                    |
| 19 tháng 2 năm 2013         | FW                        | Bradley Wright-Phillips   | Charlton Athletic         | Kết thúc mùa giải         | [ 17 ]                    |
| 19 tháng 2 năm 2013         | DF                        | Liam Moore                | Leicester City            | 30 tháng 3 năm 2013       | [ 18 ]                    |
| 27 tháng 2 năm 2013         | MF                        | Josh Rees                 | Arsenal                   | 1 tháng 4 năm 2013        | [ 19 ]                    |
| Cầu thủ chuyển nhượng đi    |                           |                           |                           |                           |                           |
| Ngày                        | Vị trí                    | Tên                       | Câu lạc bộ đến            | Mức phí                   | Tham khảo                 |
| 16 tháng 8 năm 2012         | MF                        | Myles Weston              | Gillingham                | Không tiết lộ             | [ 20 ]                    |
| 31 tháng 1 năm 2013         | DF                        | Leon Legge                | Gillingham                | Không tiết lộ             | [ 21 ]                    |
| Cầu thủs loaned out         |                           |                           |                           |                           |                           |
| Từ ngày                     | Vị trí                    | Tên                       | To                        | Đến ngày                  | Tham khảo                 |
| 5 tháng 11 năm 2012         | MF                        | Jake Reeves               | AFC Wimbledon             | 3 tháng 12 năm 2012       | [ 22 ]                    |
| tháng 11 năm 2012           | DF                        | Sam Beale                 | Northwood                 | tháng 1 năm 2013          | [ 23 ]                    |
| tháng 11 năm 2012           | MF                        | Josh Clarke               | Carshalton Athletic       | tháng 1 năm 2013          | [ 23 ]                    |
| tháng 11 năm 2012           | MF                        | Tyrell Miller-Rodney      | Northwood                 | tháng 1 năm 2013          | [ 23 ]                    |
| 7 tháng 12 năm 2012         | FW                        | Luke Norris               | Boreham Wood              | 11 tháng 1 năm 2013       | [ 24 ]                    |
| 13 tháng 12 năm 2012        | DF                        | Alfie Mawson              | Maidenhead United         | 9 tháng 1 năm 2013        | [ 25 ]                    |
| 14 tháng 12 năm 2012        | DF                        | Sam Griffiths             | Carshalton Athletic       | 10 tháng 1 năm 2013       | [ 26 ]                    |
| 1 tháng 1 năm 2013          | DF                        | Leon Legge                | Gillingham                | 31 tháng 1 năm 2013       | [ 27 ]                    |
| 28 tháng 1 năm 2013         | MF                        | Manny Oyeleke             | Northampton Town          | 1 tháng 3 năm 2013        | [ 28 ]                    |
| tháng 1 năm 2013            | MF                        | Max Herbert               | Ashford Town (Middlesex)  | tháng 3 năm 2013          | [ 29 ]                    |
| tháng 1 năm 2013            | MF                        | Myles Hippolyte           | Southall                  | tháng 2 năm 2013          | [ 29 ]                    |
| 21 tháng 2 năm 2013         | DF                        | Alfie Mawson              | Maidenhead United         | Kết thúc mùa giải         | [ 30 ]                    |
| 26 tháng 2 năm 2013         | FW                        | Antonio German            | Gillingham                | 29 tháng 3 năm 2013       | [ 31 ]                    |
| tháng 2 năm 2013            | MF                        | Josh Clarke               | Carshalton Athletic       | Kết thúc mùa giải         | [ 30 ]                    |
| tháng 2 năm 2013            | MF                        | Tyrell Miller-Rodney      | Carshalton Athletic       | Kết thúc mùa giải         | [ 30 ]                    |
| tháng 2 năm 2013            | DF                        | Stefan Tomasevic          | Northwood                 | tháng 2 năm 2013          | [ 32 ]                    |
| 11 tháng 3 năm 2013         | FW                        | Paul Hayes                | Crawley Town              | 27 tháng 4 năm 2013       | [ 33 ]                    |
| tháng 3 năm 2013            | DF                        | Stefan Tomasevic          | Northwood                 | tháng 4 năm 2013          | [ 34 ]                    |
| tháng 4 năm 2013            | DF                        | Stefan Tomasevic          | Hayes & Yeading United    | Kết thúc mùa giải         | [ 35 ]                    |
| Cầu thủ giải phóng hợp đồng |                           |                           |                           |                           |                           |
| Ngày                        | Vị trí                    | Tên                       | Câu lạc bộ đến            | Ngày gia nhập             | Tham khảo                 |
| 6 tháng 7 năm 2012          | DF                        | Craig Woodman             | Exeter City               | 9 tháng 7 năm 2012        | [ 36 ]                    |
| 16 tháng 7 năm 2012         | DF                        | Pim Balkestein            | AFC Wimbledon             | 17 tháng 7 năm 2012       | [ 37 ]                    |
| 6 tháng 12 năm 2012         | DF                        | Michael Kamau             | Chalfont St Peter         | 2013                      | [ 24 ]                    |
| 30 tháng 6 năm 2013         | FW                        | Antonio German            | Gillingham                | 1 tháng 7 năm 2013        | [ 38 ]                    |
| 30 tháng 6 năm 2013         | GK                        | Antoine Gounet            | Magreb '90                | tháng 11 năm 2015         | [ 39 ]                    |
| 30 tháng 6 năm 2013         | DF                        | Sam Griffiths             | Braintree Town            | 6 tháng 8 năm 2013        | [ 40 ]                    |
| 30 tháng 6 năm 2013         | DF                        | Leon Redwood              | Chelmsford City           | 9 tháng 8 năm 2013        | [ 40 ]                    |

## Trang phục
Nhà cung cấp: Puma
Nhà tài trợ: Skyex

| Sân nhà | Sân khách |

Nguồn: brentfordfc.co.uk, brentfordfc.co.uk

## Đội trẻ

### Đội hình thi đấu
Tuổi của cầu thủ tính đến ngày bắt đầu của mùa giải 2012-13.
| #                                    | Vị trí | Tên                  | Quốc tịch | Ngày sinh (tuổi)            | Kí hợp đồng từ          | Năm kí hợp đồng | Ghi chú                                       |
| Hậu vệ                               | Hậu vệ | Hậu vệ               | Hậu vệ    | Hậu vệ                      | Hậu vệ                  | Hậu vệ          | Hậu vệ                                        |
| ------------------------------------ | ------ | -------------------- | --------- | --------------------------- | ----------------------- | --------------- | --------------------------------------------- |
| ―                                    | DF     | Sam Beale            | Anh       | 15 tháng 11, 1993 (18 tuổi) | Trẻ                     | Scholar         | Cho mượn đến Northwood                        |
| ―                                    | DF     | Josh Clarke          | Anh       | 5 tháng 7, 1994 (18 tuổi)   | Trẻ                     | Scholar         | Cho mượn đến Carshalton Athletic              |
| ―                                    | DF     | Sam Griffiths        | Anh       | 2 tháng 11, 1992 (19 tuổi)  | Wolverhampton Wanderers | 2011            | Cho mượn đến Carshalton Athletic              |
| 28                                   | DF     | Alfie Mawson         | Anh       | 19 tháng 1, 1994 (18 tuổi)  | Trẻ                     | 2011            | Cho mượn đến Maidenhead United                |
| 31                                   | DF     | Aaron Pierre         | Grenada   | 17 tháng 2, 1993 (19 tuổi)  | Fulham                  | 2011            |                                               |
| 26                                   | DF     | Leon Redwood         | Anh       | 23 tháng 9, 1991 (20 tuổi)  | Không có                | 2012            |                                               |
| ―                                    | DF     | Jack Uttridge        | Anh       | 14 tháng 1, 1995 (17 tuổi)  | Histon                  | 2013            | Dual-registration                             |
| Tiền vệ                              |        |                      |           |                             |                         |                 |                                               |
| 34                                   | MF     | Charlie Adams        | Anh       | 16 tháng 5, 1994 (18 tuổi)  | Trẻ                     | 2011            |                                               |
| ―                                    | MF     | Tyrell Miller-Rodney | Anh       | 23 tháng 4, 1994 (18 tuổi)  | Trẻ                     | Scholar         | Cho mượn đến Carshalton Athletic và Northwood |
| 27                                   | MF     | Manny Oyeleke        | Anh       | 24 tháng 12, 1992 (19 tuổi) | Trẻ                     | 2011            | Cho mượn đến Northampton Town                 |
| Tiền đạo                             |        |                      |           |                             |                         |                 |                                               |
| 30                                   | FW     | Antonio German       | Grenada   | 2 tháng 1, 1991 (21 tuổi)   | Không có                | 2012            | Cho mượn đến Gillingham                       |
| ―                                    | FW     | Luke Norris          | Anh       | 3 tháng 6, 1993 (19 tuổi)   | Trẻ                     | 2010            | Cho mượn đến Boreham Wood                     |
| ―                                    | FW     | Aaron Scott          | Anh       | 26 tháng 10, 1993 (18 tuổi) | Trẻ                     | Scholar         |                                               |
| Cầu thủ rời câu lạc bộ giữa mùa giải |        |                      |           |                             |                         |                 |                                               |
| ―                                    | DF     | Michael Kamau        | Anh       | 22 tháng 1, 1993 (19 tuổi)  | Fulham                  | 2011            | Giải phóng hợp đồng                           |
| ―                                    | MF     | Josh Rees            | Anh       | 4 tháng 10, 1993 (18 tuổi)  | Arsenal                 | 2013            | Trở lại Arsenal sau khi mượn                  |

- Nguồn: brentfordfc.co.uk

### Kết quả và bảng xếp hạng

#### Professional Development League Two South
| Pos | Club         | Pld | W  | D | L | F  | A  | GD | Pts |
| --- | ------------ | --- | -- | - | - | -- | -- | -- | --- |
| 4   | Brentford DS | 20  | 12 | 2 | 6 | 45 | 34 | 11 | 38  |

#### Middlesex Senior Charity Cup
| 13 tháng 11 năm 2012 V1 | Staines Lammas | 1-3    | Brentford DS                    | Robert Parker Stadium |  |
| 19:45                   | Mwanza 30'     | Report | Norris 22', 72' · Hippolyte 35' |                       |  |

| 2 tháng 5 năm 2013 SF | Hanworth Villa | 0-3    | Brentford DS                      | Rectory Meadow |  |
|                       |                | Report | Hippolyte 12' · Lavender · Norris |                |  |

| 9 tháng 5 năm 2013 F | Uxbridge                                                    | 5-2    | Brentford DS                        | Honeycroft |  |
|                      | Fitzgerald 52' · Kabamra 61', 64' · Tomkins 71' · Woods 76' | Report | Dennison 18' (l.n.) · Stockwell 32' |            |  |

- Nguồn: brentfordfc.co.uk Lưu trữ ngày 20 tháng 7 năm 2020 tại Wayback Machine

### Tóm tắt
| Số trận thi đấu                   | 23 (20 Professional Development League Two South, 3 Middlesex Senior Charity Cup)                |
| Số trận thắng                     | 14 (12 Professional Development League Two South, 2 Middlesex Senior Charity Cup)                |
| Số trận hòa                       | 2 (2 Professional Development League Two South, 0 Middlesex Senior Charity Cup)                  |
| Số trận thua                      | 7 (6 Professional Development League Two South, 1 Middlesex Senior Charity Cup)                  |
| Số bàn thắng                      | 53 (45 Professional Development League Two South, 8 Middlesex Senior Charity Cup)                |
| Số bàn thua                       | 40 (34 Professional Development League Two South, 6 Middlesex Senior Charity Cup)                |
| Số trận sạch lưới                 | 5 (4 Professional Development League Two South, 1 Middlesex Senior Charity Cup)                  |
| Trận thắng giải quốc nội đậm nhất | 6-0 với Colchester United DS, 14 tháng 9 năm 2012                                                |
| Trận thua giải quốc nội đậm nhất  | 5-1 với Charlton Athletic DS, 19 tháng 11 năm 2012                                               |
| Số lần ra sân nhiều nhất          | 22, Charlie Adams (19 Professional Development League Two South, 3 Middlesex Senior Charity Cup) |
| Vua phá lưới (giải quốc nội)      | 10, Luke Norris                                                                                  |
| Vua phá lưới (mọi đấu trường)     | 13, Luke Norris                                                                                  |

## Giải thưởng
- Cầu thủ xuất sắc nhất năm do cổ động viên bình chọn: Clayton Donaldson[41]
- Cầu thủ xuất sắc nhất năm do cầu thủ bình chọn: Harlee Dean, Simon Moore[41]
- Football League Family Excellence Award[42]